# Dolmen de la Gutina

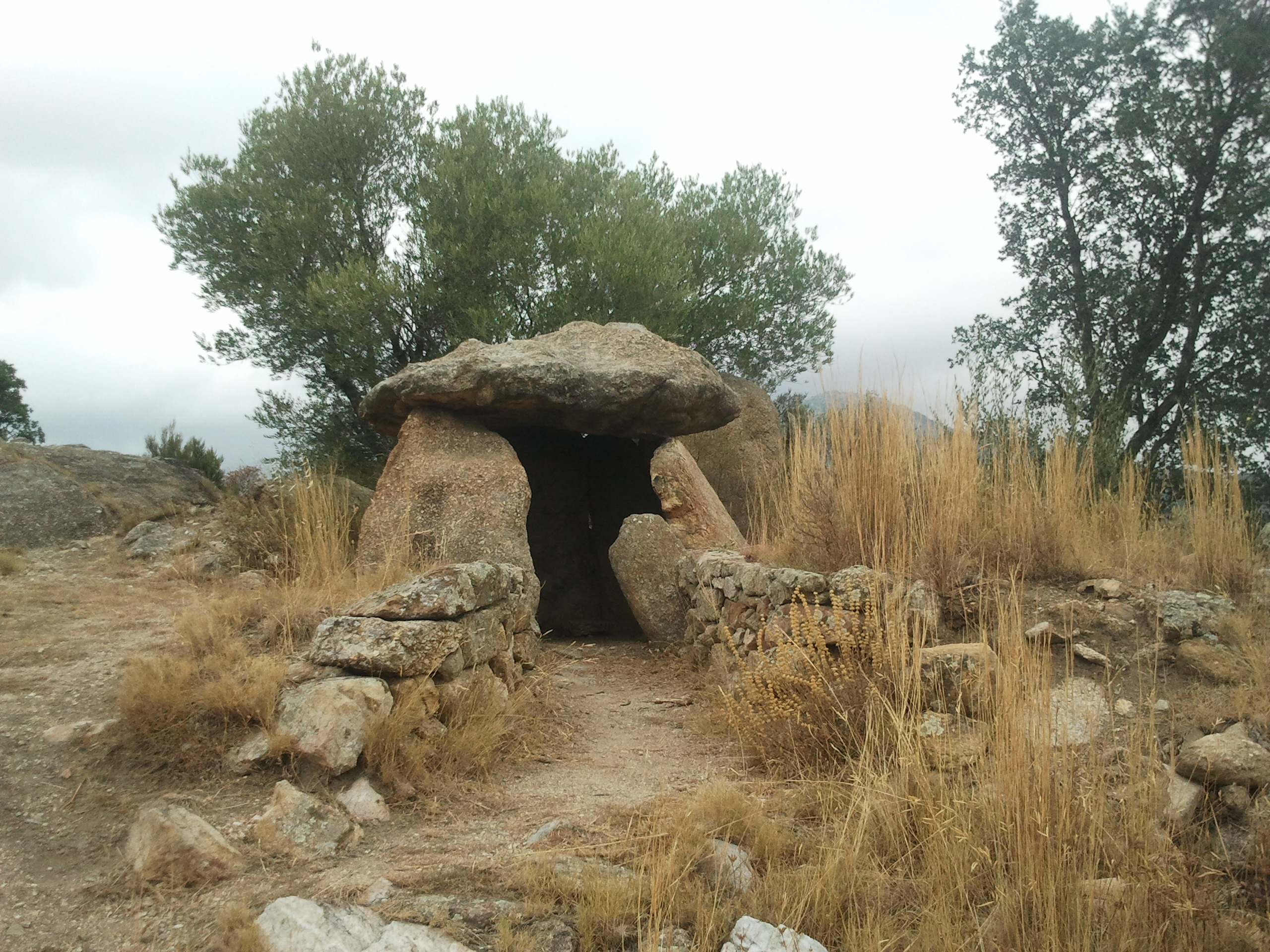
Dolmen de la Gutina

Der in einem guten Zustand befindliche Dolmen de la Gutina (auch Sepulcre de corredor de la Gutina genannt) liegt in Gutina an der Straße nach Vilartolí Espolla in der Gemeinde Sant Climent Sescebes in der Provinz Girona in Katalonien in Spanien. Der Dolmen wurde zwischen 3500 und 3200 v. Chr. errichtet.
Der erstmals im Jahre 1316 dokumentierte Dolmen ist 1866 von einem französischen  Forscher aufgesucht worden. 1879 wurde er von Antoni Balmanya i Ros beschrieben. 1912 beschrieb M. Cazurro den Dolmen mit Grundriss und Foto. Er und Pericot hielten den Dolmen für ein Galeriegrab. In der Folge wurden eine Reihe von Berichten verfasst und Ausgrabungen vorgenommen. 1975 wurde der Gang während der Restaurierung von J. Tarrus und J. Chinchilla konsolidiert. 1987 wurde der Grabhügel untersucht. Die gefundenen Relikte, darunter eine glockenförmige Schale und ein geometrischer Mikrolith aus honigfarbenen Feuerstein wurden dem Archäologischen Museum von Sant Pere de Galligants (Girona) übergeben. 
Der Dolmen hat einen Gang aus Trockenmauerwerk und eine halbkreisförmige Kammer aus Granitplatten. Das Innere der Kammer ist 2,75 m lang, 2,5 m breit und maximal 2,0 m hoch. Der Zugang befindet sich im Südosten. Es gibt Reste des Grabhügels von 11,0 bis 12,0 m Durchmesser und von seiner Einfassung.
Im Ort liegen die Dolmen de Fontanilles, Dolmen de les Closes, Dolmen de Tires Llargues, Dolmen del Prat Tancat und Salt d'en Peió und die Menhire Menhir de la Murtra und Menhir de Vilartolí.

Gutina
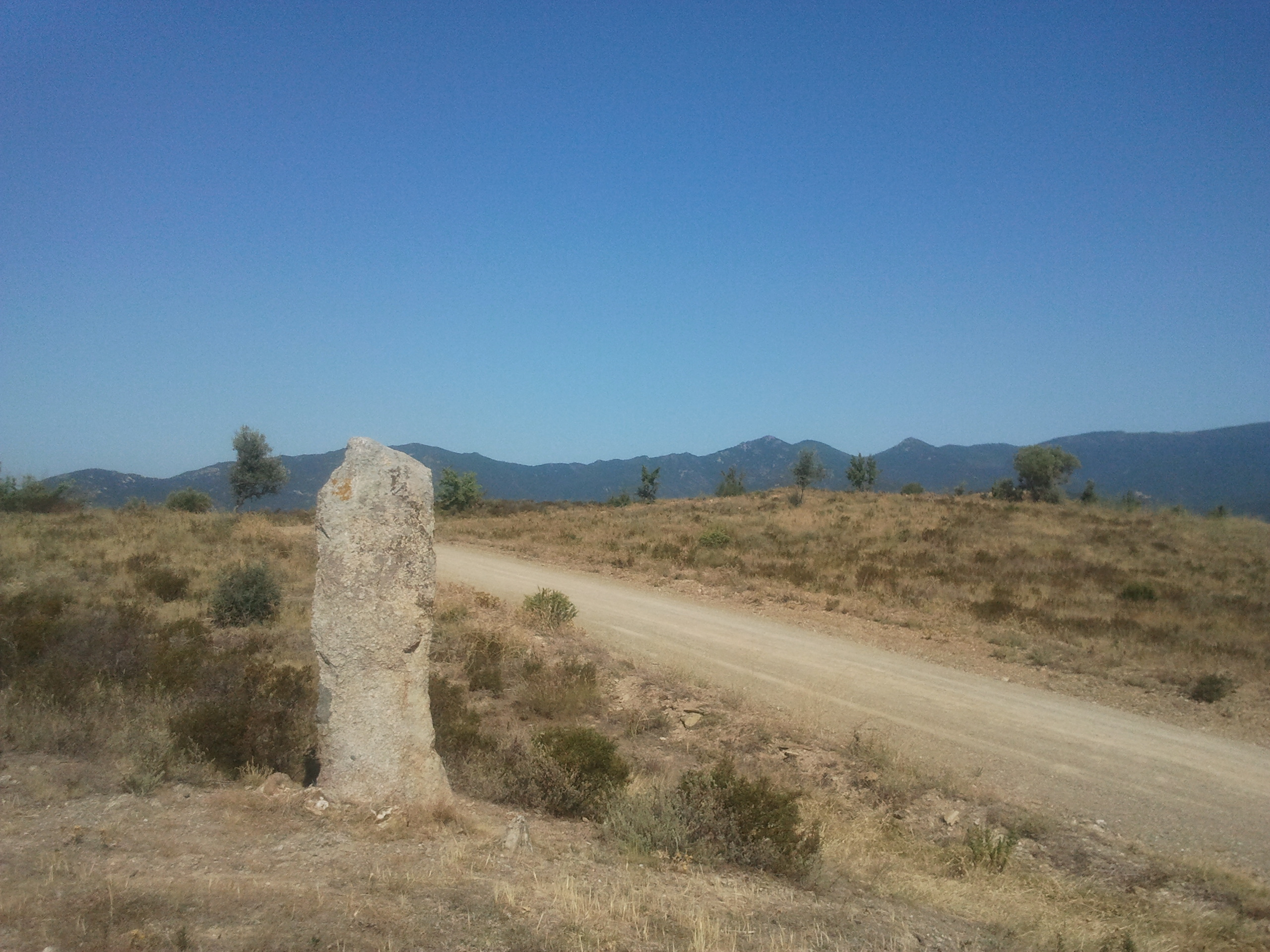
Menhir de Vilartolí
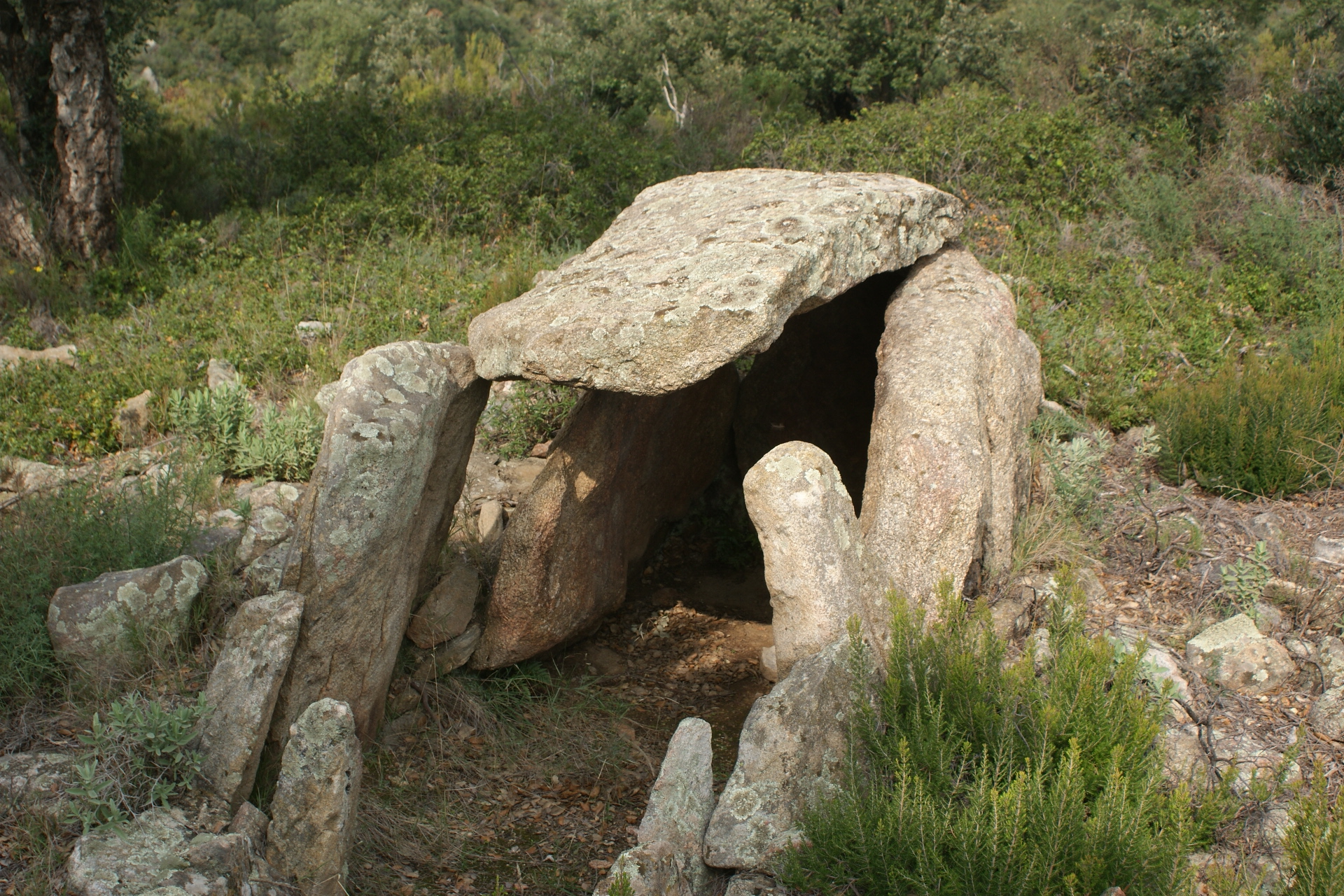
Dolmen Fontanilles
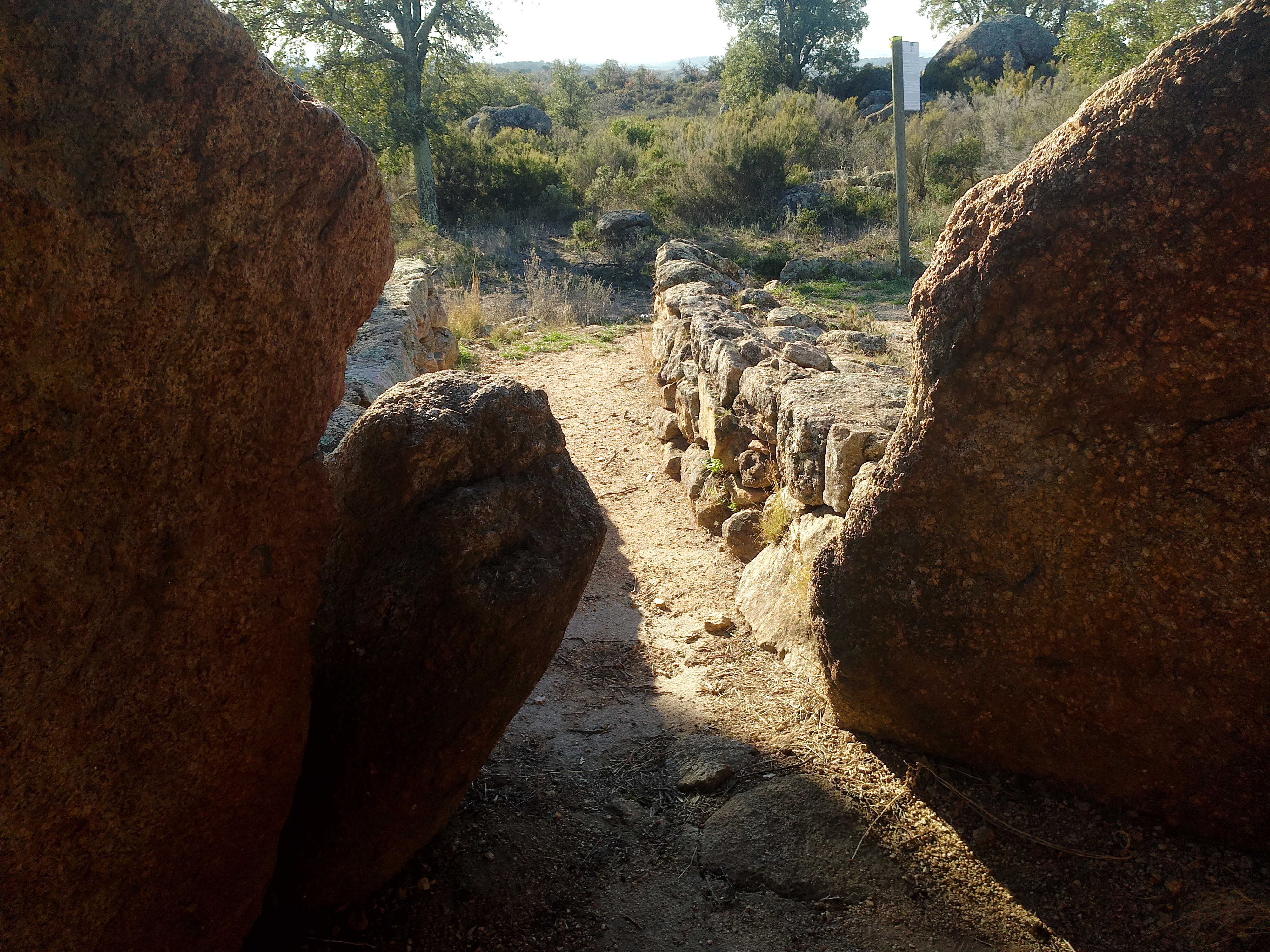
Dolmen de la Gutina
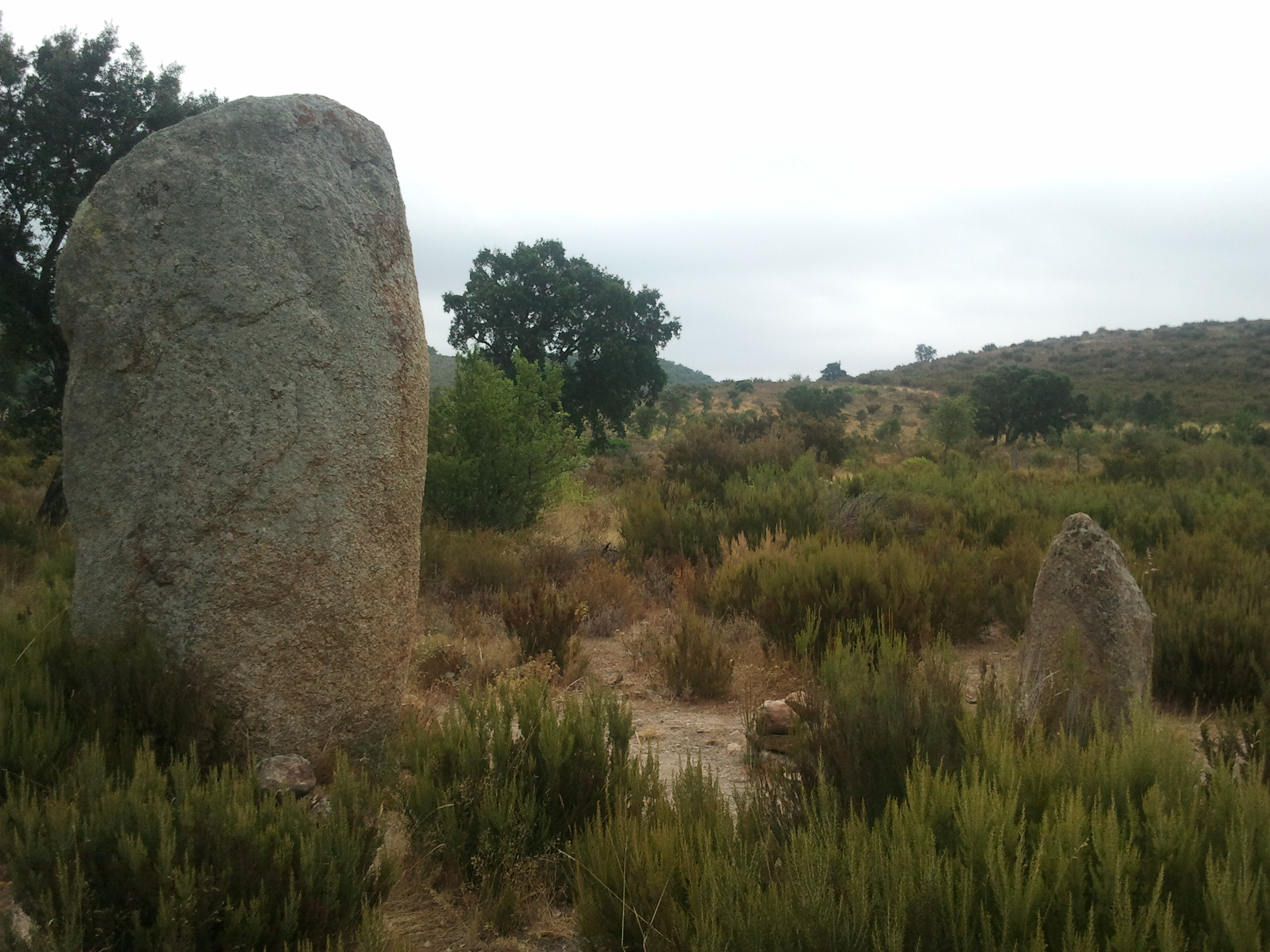
Menhire de la Murtra
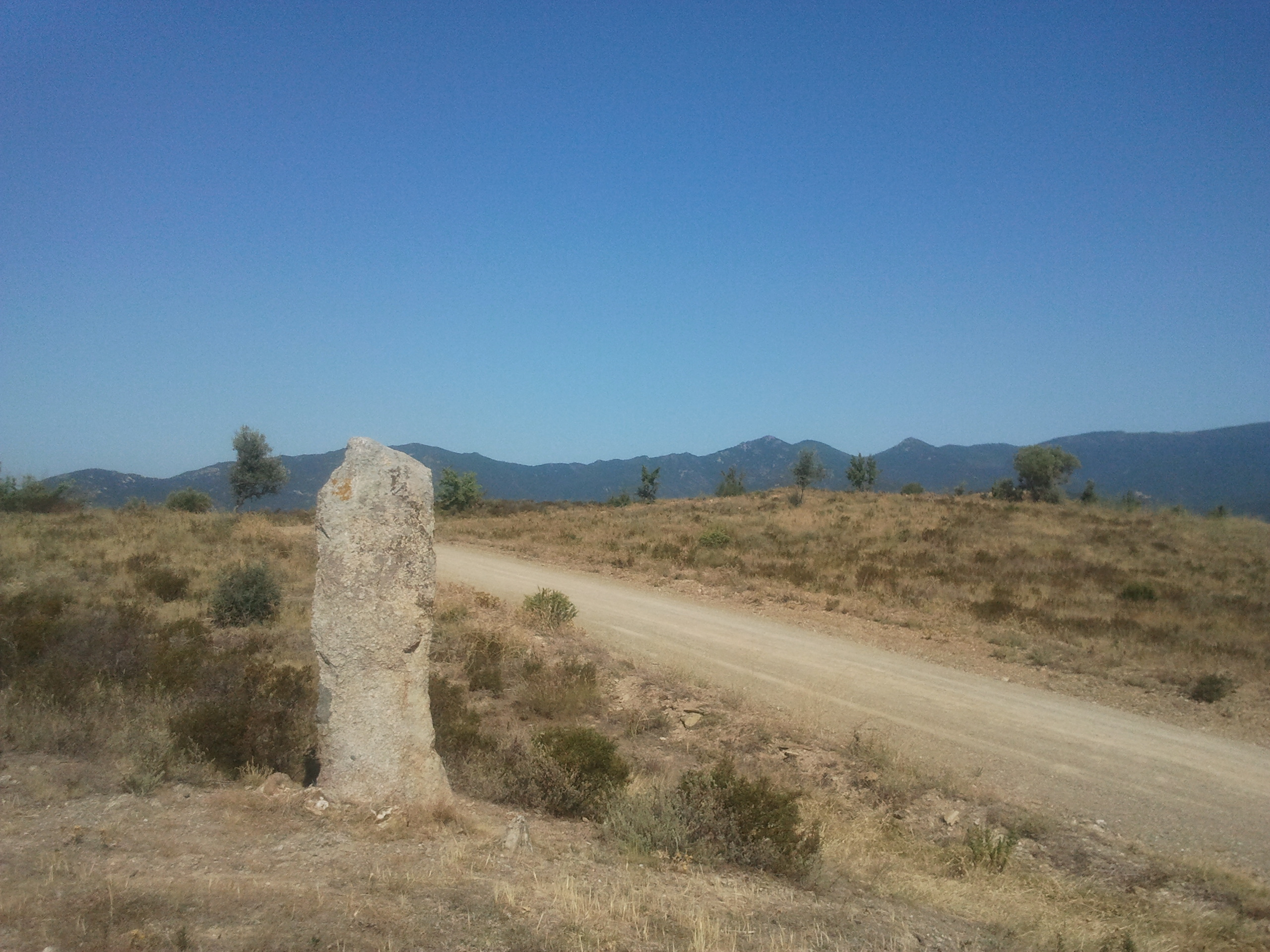
Menhir de Vilartolí1